# José Freitas Martins
José Freitas Martins (Golães, 19 de setembro de 1951) é um ex-ciclista profissional português. Foi profissional entre 1971 e 1985, período em que venceu inúmeras provas a nível nacional e internacional.

## Palmarés
1971
Campeão Nacional de Estrada na categoria de Amador, Portugal
3º Lugar no GP Nocal, Angola
1972
2º Lugar na Volta a Portugal, Portugal
1973
3º Lugar na Volta a Portugal, Portugal
1974
Venceu a Volta à Madeira, Madeira, Portugal
Venceu a Volta à Catalunha, Catalunha, Espanha
Venceu a Volta à Mallorca, Mallorca, Espanha
1975
3º Lugar no Grande Prémio Clock, Portugal
Venceu a Vuelta a Los Valles Mineros, Espanha
2º Lugar na Volta a Aragon, Espanha
3º Lugar na Volta à Espanha, Espanha
5º Lugar na Volta ao País Basco, Espanha
1976
1º Lugar no Prémio da Montanha, Volta à Suíça, Suíça
12º Lugar na Volta à França, França
1977
17º Lugar na Volta à França, França
1978
22º Lugar na Volta à França, França